# Guido Carrillo
Guido Marcelo Carrillo (Magdalena, 25 maggio 1991) è un calciatore argentino, attaccante dell'Estudiantes (LP).

## Biografia
Quarto di cinque ragazzi tra fratelli e sorelle, è un figlio d'arte dato che suo padre Marcelo è stato una gloria dell'Unión.

## Caratteristiche tecniche
Gioca come centravanti molto forte fisicamente è soprattutto abile nel gioco aereo e nel proteggere il pallone dagli avversari.

## Carriera
Inizia la sua carriera da calciatore professionista nel 2010 quando viene acquistato dall'Estudiantes per militare in prima squadra. Debutta il 16 agosto 2011 nel match perso per 2 a 0 contro il San Lorenzo. All'incirca un mese dopo segna la sua prima rete in carriera nel match contro l'Argentinos Juniors.

### Monaco
Il 21 giugno 2015 viene acquistato dal Monaco, che lo paga 9 milioni di euro. Il 28 luglio seguente segna al debutto il suo primo gol con la nuova maglia, nel terzo turno preliminare di Champions League contro lo Young Boys (3-1).

### Southampton
Il 25 gennaio 2018 viene ufficializzato il suo trasferimento al Southampton, che lo paga circa 19 milioni di sterline firmando un contratto fino al giugno 2021, scegliendo di indossare la maglia numero 9.

### Leganés
Il 1º settembre 2018 si trasferisce in prestito al Leganés.

### Elche
Il 5 ottobre 2020 viene ceduto a titolo definitivo all'Elche.

## Statistiche

### Presenze e reti nei club
Statistiche aggiornate al 2 aprile 2025.
| Stagione                | Squadra                 | Campionato              | Campionato | Campionato | Coppe nazionali | Coppe nazionali | Coppe nazionali | Coppe continentali | Coppe continentali | Coppe continentali | Altre coppe | Altre coppe | Altre coppe | Totale | Totale | Totale |
| Stagione                | Squadra                 | Comp                    | Pres       | Reti       | Comp            | Pres            | Reti            | Comp               | Pres               | Reti               | Comp        | Pres        | Reti        | Pres   | Reti   |        |
| ----------------------- | ----------------------- | ----------------------- | ---------- | ---------- | --------------- | --------------- | --------------- | ------------------ | ------------------ | ------------------ | ----------- | ----------- | ----------- | ------ | ------ | ------ |
| 2010-2011               | Estudiantes (LP)        | PD                      | 4          | 0          | -               | -               | -               | -                  | -                  | -                  | -           | -           | -           | 4      | 0      |        |
| 2011-2012               | Estudiantes (LP)        | PD                      | 23         | 2          | CA              | 1               | 1               | -                  | -                  | -                  | -           | -           | -           | 24     | 3      |        |
| 2012-2013               | Estudiantes (LP)        | PD                      | 28         | 4          | CA              | 1               | 0               | -                  | -                  | -                  | -           | -           | -           | 29     | 4      |        |
| 2013-2014               | Estudiantes (LP)        | PD                      | 37         | 12         | CA              | 3               | 1               | CS                 | 6                  | 3                  | -           | -           | -           | 46     | 16     |        |
| 2014                    | Estudiantes (LP)        | PD                      | 16         | 5          | -               | -               | -               | -                  | -                  | -                  | -           | -           | -           | 16     | 5      |        |
| gen.-giu. 2015          | Estudiantes (LP)        | PD                      | 11         | 4          | CA              | 1               | 2               | CL                 | 10                 | 7                  | -           | -           | -           | 22     | 13     |        |
| 2015-2016               | Monaco                  | L1                      | 31         | 4          | CF+CdL          | 2+0             | 0               | UCL+UEL            | 3+4                | 1+0                | -           | -           | -           | 40     | 5      |        |
| 2016-2017               | Monaco                  | L1                      | 19         | 7          | CF+CdL          | 2+2             | 1+0             | UCL                | 8                  | 0                  | -           | -           | -           | 31     | 8      |        |
| 2017-gen. 2018          | Monaco                  | L1                      | 15         | 4          | CF+CdL          | 1+2             | 3+1             | UCL                | 5                  | 0                  | SF          | 1           | 0           | 24     | 8      |        |
| Totale Monaco           | Totale Monaco           | Totale Monaco           | 65         | 15         |                 | 9               | 5               |                    | 20                 | 1                  |             | 1           | 0           | 95     | 21     |        |
| gen.-giu. 2018          | Southampton             | PL                      | 7          | 0          | FACup+CdL       | 3+0             | 0               | -                  | -                  | -                  | -           | -           | -           | 10     | 0      |        |
| 2018-2019               | Leganés                 | PD                      | 32         | 6          | CR              | 1               | 0               | -                  | -                  | -                  | -           | -           | -           | 33     | 6      |        |
| 2019-2020               | Leganés                 | PD                      | 24         | 1          | CR              | 3               | 3               | -                  | -                  | -                  | -           | -           | -           | 27     | 4      |        |
| Totale Leganes          | Totale Leganes          | Totale Leganes          | 56         | 7          |                 | 4               | 3               |                    | -                  | -                  |             | -           | -           | 60     | 10     |        |
| 2020-2021               | Elche                   | PD                      | 21         | 3          | CR              | 1               | 0               | -                  | -                  | -                  | -           | -           | -           | 22     | 3      |        |
| 2021-2022               | Elche                   | PD                      | 29         | 2          | CR              | 3               | 2               | -                  | -                  | -                  | -           | -           | -           | 32     | 4      |        |
| Totale Elche            | Totale Elche            | Totale Elche            | 50         | 5          |                 | 4               | 2               |                    | -                  | -                  |             | -           | -           | 54     | 7      |        |
| ago.-dic. 2022          | Henan S.L.              | CSL                     | 13         | 2          | CC              | 0               | 0               | -                  | -                  | -                  | -           | -           | -           | 13     | 2      |        |
| 2023                    | Estudiantes (LP)        | PD                      | 17         | 1          | CA+CdL          | 4+4             | 2+1             | CS                 | 8                  | 4                  | -           | -           | -           | 33     | 8      |        |
| 2024                    | Estudiantes (LP)        | PD                      | 19         | 7          | CA+CdL          | 1+12            | 0+5             | CL                 | 4                  | 1                  | SA+TC       | 1+1         | 0+1         | 38     | 14     |        |
| 2025                    | Estudiantes (LP)        | PD                      | 9          | 0          | CA              | 0               | 0               | CL                 | 1                  | 0                  | -           | -           | -           | 10     | 0      |        |
| Totale Estudiantes (LP) | Totale Estudiantes (LP) | Totale Estudiantes (LP) | 164        | 35         |                 | 27              | 12              |                    | 29                 | 15                 |             | 2           | 1           | 222    | 63     |        |
| Totale carriera         | Totale carriera         | Totale carriera         | 355        | 64         |                 | 47              | 22              |                    | 49                 | 16                 |             | 3           | 1           | 454    | 103    |        |

## Palmares

### Club

#### Competizioni nazionali
- Campionato francese: 1

Monaco: 2016-2017
- Copa Argentina: 1

Estudiantes: 2023
- Copa de la Liga Profesional: 1

Estudiantes: 2024
- Trofeo de Campeones de la Liga Profesional: 1

Estudiantes: 2024